# Argentit
Argentit je srebrov sulfid (Ag2S), ki  je zaenkrat samo hipotetičen mineral, ker ga Mednarodna mineraloška zveza (IMA) še ni odobrila. Spada v kristalni razred sulfidov in sulfosoli. Kristalizira v kubičnem kristalnem sistemu in je obstojen samo pri temperaturah nad 173 °C.  Pod to temperaturo je obstojen monoklinski srebrov sulfid akantit.
Mineral je prvi opisal Wilhelm Ritter von Haidinger leta 1845 in ga poimenoval po srebru (latinsko: argentum). 

## Psevdomorfizem
Argentit kristalizira v kubičnem kristalnem sistemu. Pri ohlajanju preide v monoklinski akantit, vendar ohrani večino značilnih zunanjih oblik argentita. Takšen paramorf je zaradi nepoznavanja pogosto zavajajoče in napačno opisan kot "argentit", čeprav bi bil bolj pravilno opisan kot "psevdomorf akantita" ali "psevdokubični akantit".

## Uporaba
Argentit in akantit sta pomembni surovini za pridobivanje srebra.